# Jackie Silva
Jacqueline Louise Cruz Silva, detta Jackie (Rio de Janeiro, 13 febbraio 1962), è un'ex giocatrice di beach volley ed ex pallavolista brasiliana.
Ha vinto la medaglia d'oro olimpica nel beach volley alle Olimpiadi 1996 di Atlanta in coppia con Sandra Pires.
Oltre che giocatrice di beach volley, è stata, fino al 1988, una pallavolista e ha giocato nella nazionale di pallavolo femminile del Brasile, prendendo parte con essa alle Olimpiadi 1980 e alle Olimpiadi 1984.
Inoltre ha vinto i campionati mondiali di beach volley nel 1997 a Los Angeles anche in questo caso in coppia con Sandra Pires.